# قنبرة الغياض

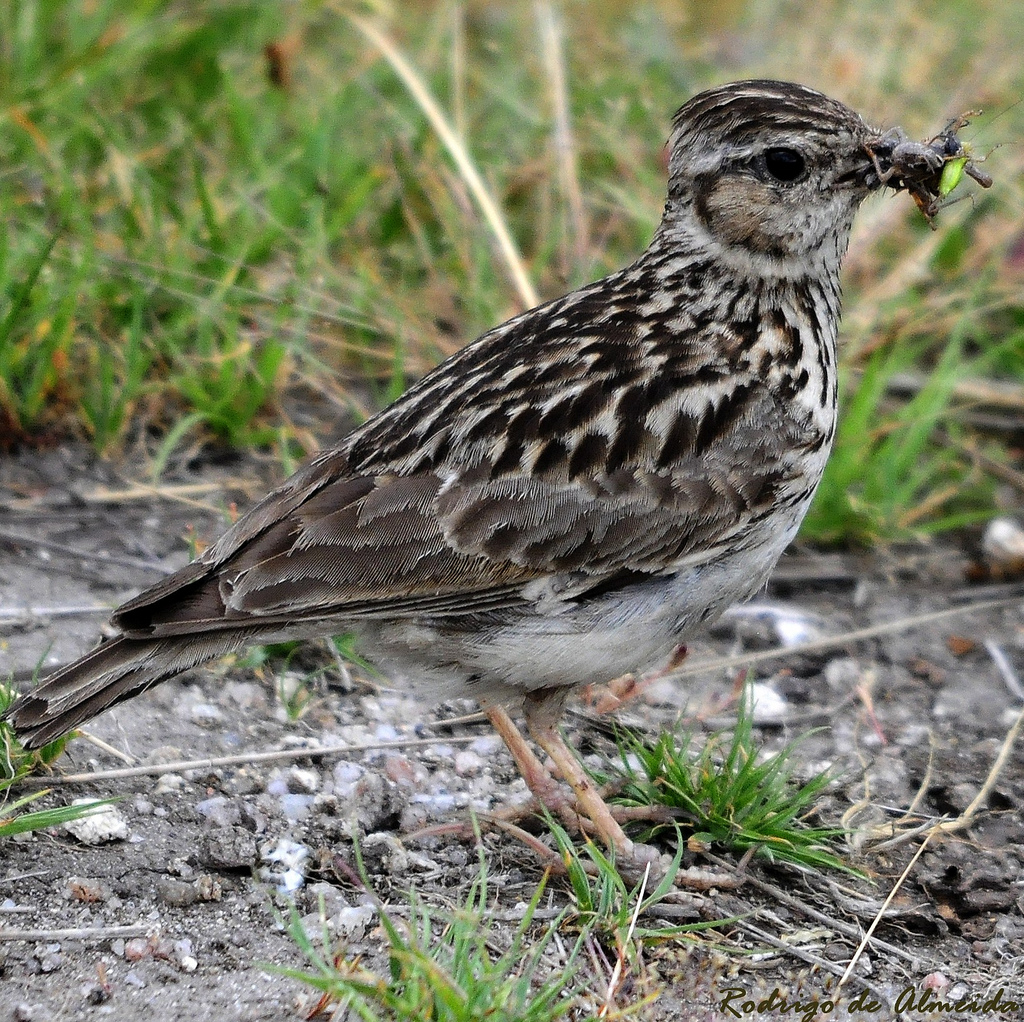

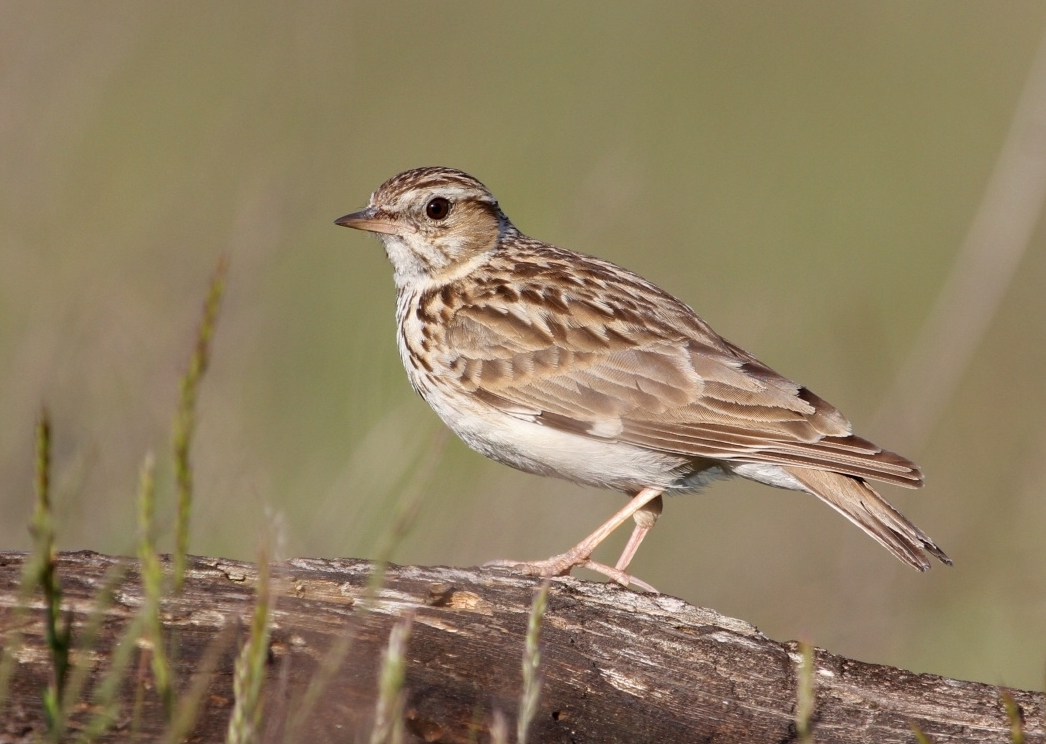

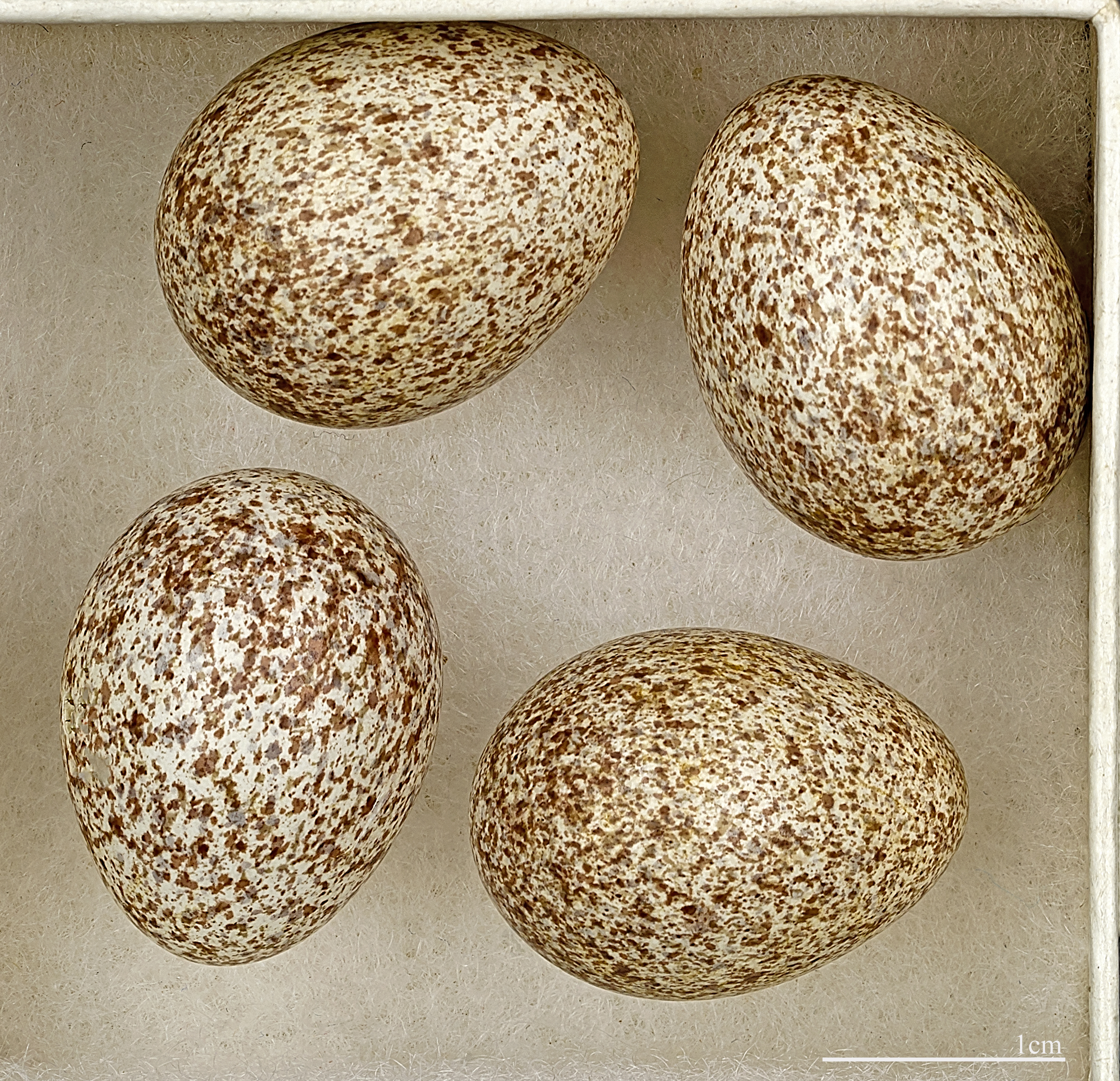
Lullula arborea

قنبرة الغياض وتسمى أيضا قبرة الغاب (الاسم العلمي: Lullula arborea) (بالإنجليزية: Woodlark)‏، هو طائر ينتمي إلى قبرة (فصيلة: Alaudidae).